# Sholem Aleichem (cràter)
Sholem Aleichem és un cràter d'impacte en el planeta Mercuri de 196 km de diàmetre. Porta el nom de l'escriptor rus Sholem Aleichem (1859-1916), i el seu nom va ser aprovat per la Unió Astronòmica Internacional el 1979.
Els dipòsits plans que omplen l'interior del cràter han estat deformats per crestes lineals.